# Báquilo de Corinto
Báquilo (ou Bacchyllus) foi um bispo de Corinto no século II d.C. Conhecido principalmente por apoiar o Papa Vítor I na controvérsia quartodecimana, que discutia a data correta da celebração da Páscoa frente à Páscoa judaica.
Segundo São Jerônimo em De Viris Illustribus ("Sobre Homens Ilustres"), ele escreveu uma epístola muito elegante sobre a Páscoa.